# Alkmaar-Klasse
Die Alkmaar-Klasse bezeichnet einen Minenjagdbootstyp der königlich niederländischen Marine. Die Minenjagdboote der Alkmaar-Klasse sind das Rückgrat der Seeminenabwehr der Niederlande. Das Typschiff war die bereits außer Dienst gestellte Alkmaar (M 850). Alle 15 Boote wurden nach niederländischen Städten und Gemeinden benannt.

## Entwicklung und Bau
1974 begannen Belgien, Frankreich und die Niederlande in einem Joint Venture mit der Entwicklung einer neuen Minenjägerklasse, die in den 1980er-Jahren in den drei Ländern gebaut und in Dienst gestellt wurde. International sind diese Minenjäger aufgrund dieser Kooperation als Tripartite-Klasse bekannt. Frankreich lieferte die Minenabwehrausrüstung für alle Boote, Belgien die Elektronik und die Niederlande den Antrieb. Die Boote selbst wurden jeweils in den am Projekt beteiligten Ländern gebaut. Die niederländischen Einheiten wurden zwischen 1979 und 1989 von Van der Giessen-De Noord in Alblasserdam hergestellt.

## Boote

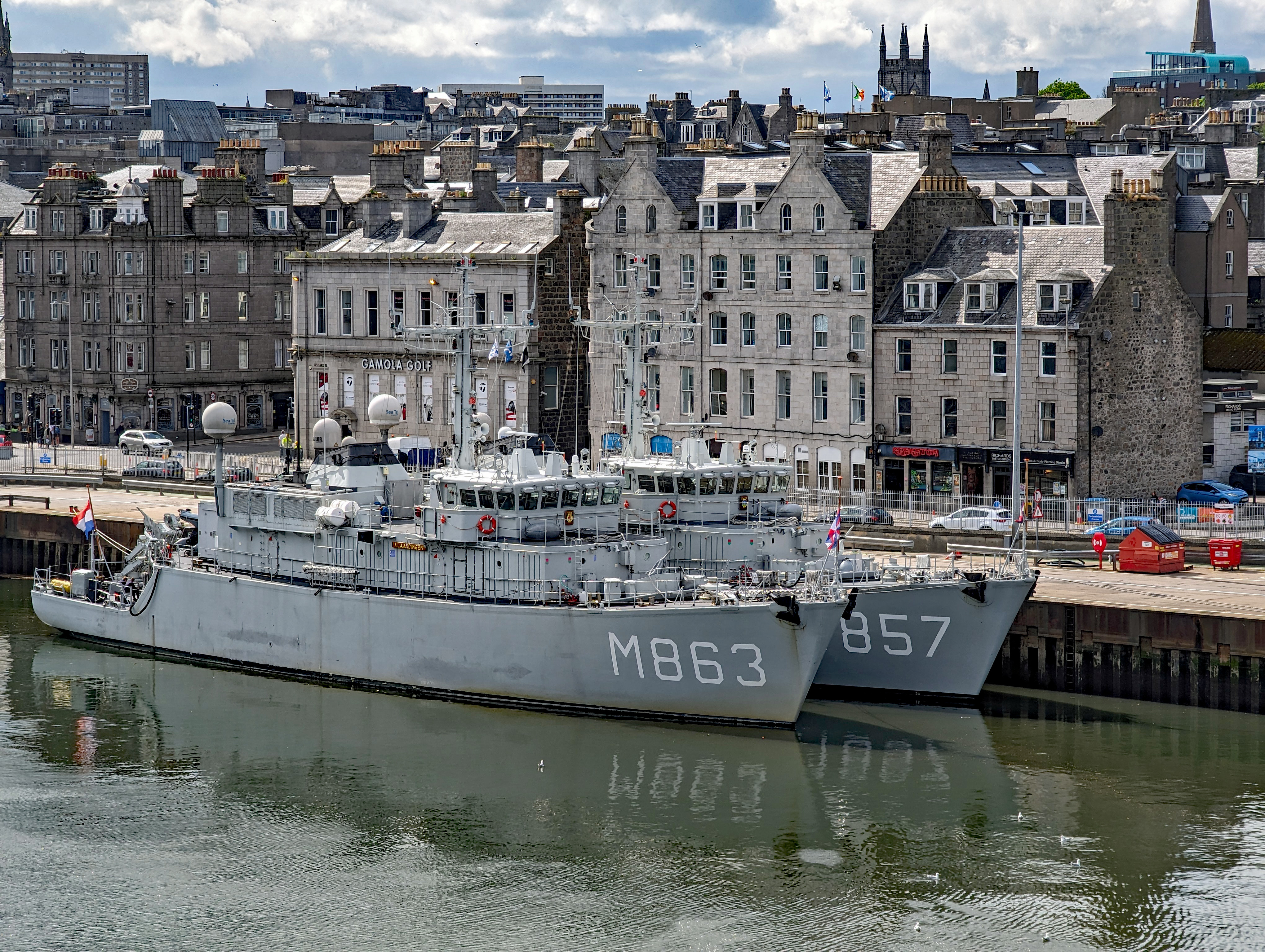
Makkum und Vlaardingen im Hafen von Aberdeen

Zwischen 1983 und 1989 wurden 15 Minenjagdboote in Dienst gestellt. Anfang des 21. Jahrhunderts wurden aufgrund einer Reorganisation der Landesverteidigung fünf Boote außer Dienst gestellt. Im Juli 2005 wurden diese Boote für 57 Millionen Euro nach Lettland verkauft und von der dortigen Marine nach einer Überholung in Dienst gestellt. 2011 wurden 4 weitere Boote außer Dienst gestellt.
- M 850 Alkmaar (außer Dienst)
- M 851 Delfzijl (außer Dienst)
- M 852 Dordrecht (außer Dienst)
- M 853 Haarlem (außer Dienst)
- M 854 Harlingen (außer Dienst)
- M 855 Scheveningen (außer Dienst)
- M 856 Maassluis (außer Dienst)
- M 857 Makkum
- M 858 Middelburg (außer Dienst)
- M 859 Hellevoetsluis (außer Dienst)
- M 860 Schiedam
- M 861 Urk
- M 862 Zierikzee
- M 863 Vlaardingen (außer Dienst[1])
- M 864 Willemstad

## Technische Daten

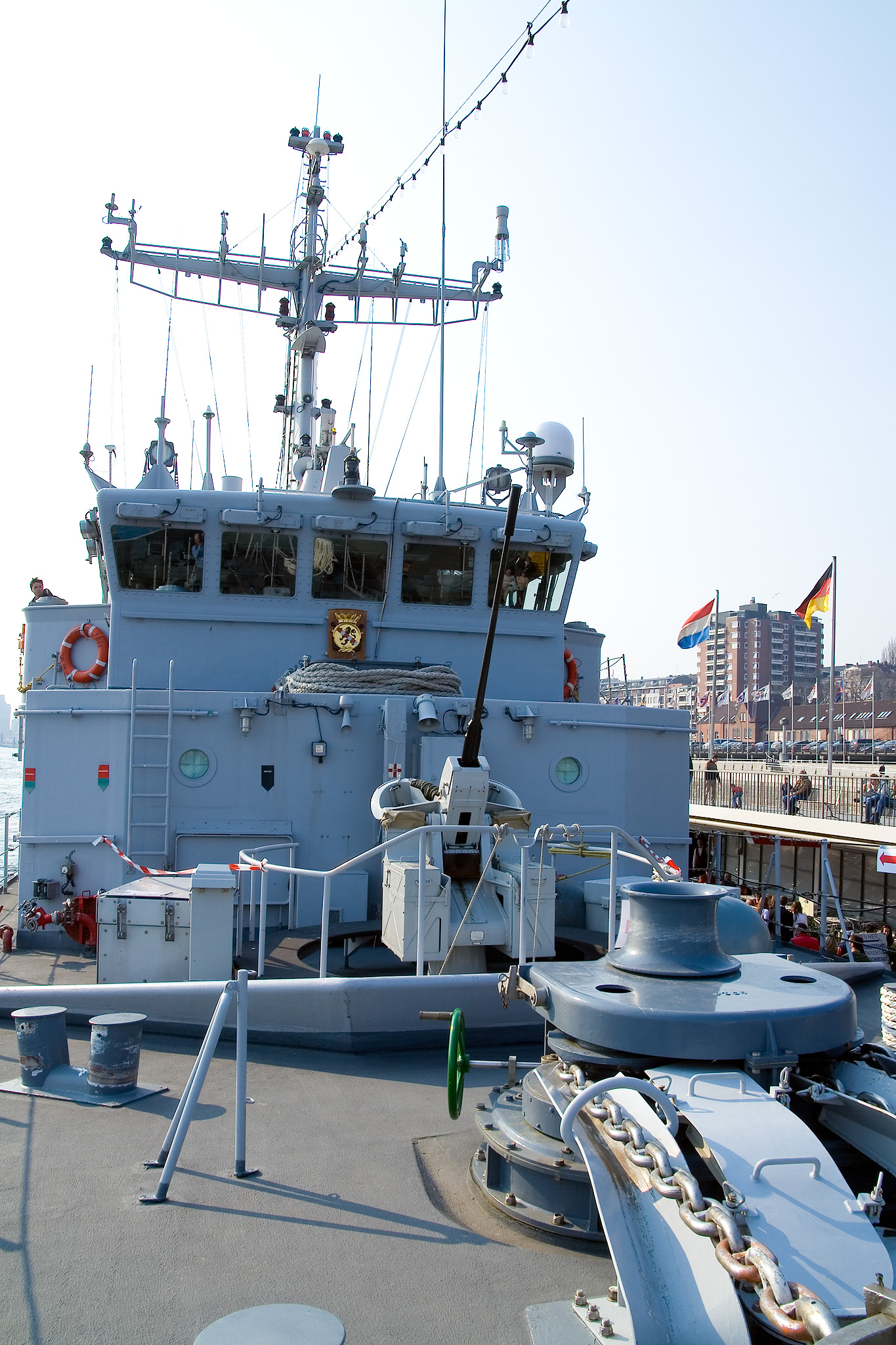
Maschinenkanone 2,0 cm F2 auf dem Vorschiff

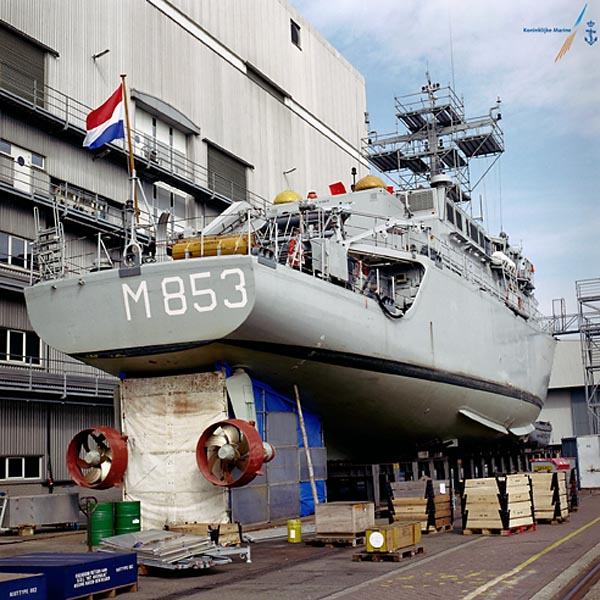
Aktivruder

Die Boote sind 51,5 m lang, 8,9 m breit und haben einen Tiefgang von 3,8 m. Die Wasserverdrängung beträgt 605 t. Der Rumpf wurde aus einem Faserverbundwerkstoff bestehend aus Glasfasern und Polyester gefertigt, bei den Aufbauten kam Aluminium zum Einsatz. Diese Bauweise führt neben einem niedrigen Gewicht vor allem zu einer geringen magnetischen Signatur. Zur Selbstverteidigung sind die Boote mit einer Giat-F2-Maschinenkanone Kaliber 2,0 cm bewaffnet, die sich auf dem Vorschiff befindet.

### Antrieb
Der Hauptantrieb besteht aus einem Dieselmotor vom Typ Werkspoor RUB 215 V12 mit einer Leistung von 1370 kW, der über eine Welle einen Verstellpropeller antreibt. Das Boot erreicht damit eine Höchstgeschwindigkeit von 15 Knoten. Die Einsatzreichweite beträgt 3000 Seemeilen bei 12 Knoten. Um bei niedrigen Geschwindigkeiten während Minenjagdoperationen die Manövrierfähigkeit erhalten zu können, verfügen die Boote über zwei Aktivruder mit je einem Propeller mit fester Steigung, der von einem Elektromotor mit einer Leistung von 180 kW angetrieben wird.

### Minenabwehr
Zur Minensuche verfügen die Minenjagdboote über ein Rumpfmontiertes Sonar Thomson Sintra DUBM 21B. Für die Minenabwehr können die Boote mit einem zusätzlichen Modul ausgestattet werden. Die Module sind in 20 ft ISO-Containern installiert, für die auf jedem Boot ein Stellplatz vorhanden ist. Dadurch können alle Boote je nach Ausrüstung unterschiedliche Aufgaben wahrnehmen.

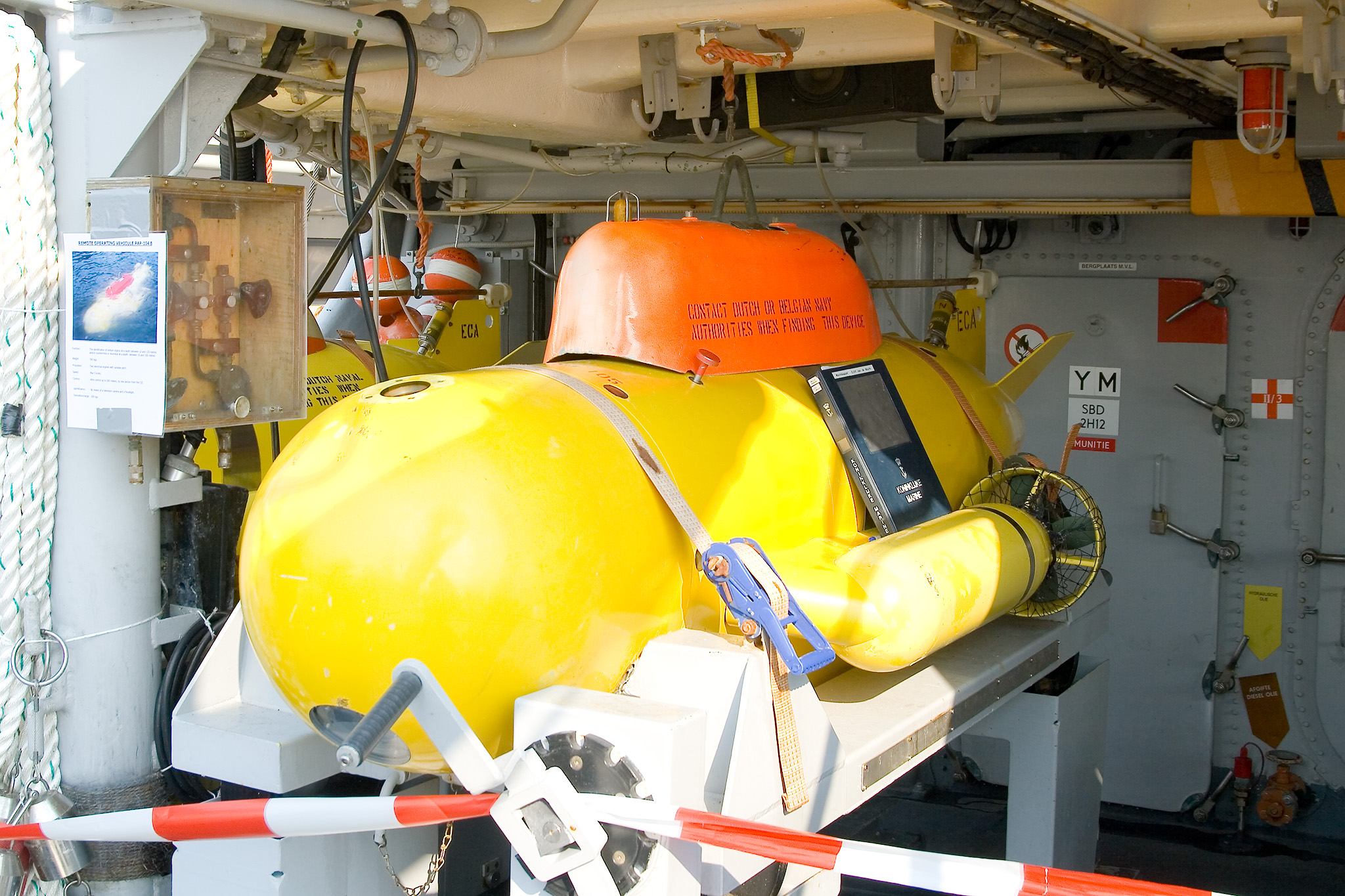
Minenabwehrdrohne PAP-104 B

Auf jedem Boot sind zwei ROV „PAP-104 B“ (Poisson Autopropulse) vorhanden, mit denen Objekte in einer Tiefe zwischen 10 und 120 m identifiziert und zwischen 10 und 100 m bekämpft werden können. Die Unterwasserdrohnen sind 2,7 m lang, 1,2 m breit, wiegen 700 kg und können eine Minenvernichtungsladung von 100 kg tragen. Angetrieben und gesteuert werden sie über zwei Schrauben mit Elektroantrieb, die dabei erreichbare Geschwindigkeit beträgt 5 kn. Die Kontrolle der Drohnen erfolgt über eine Kabelverbindung mit einer Länge von bis zu 500 m vom Boot aus. An eigener Sensorik verfügen die Drohnen über eine Kamera mit Suchscheinwerfer und ein Nahbereichssonar.
Für den Einsatz von Minentauchern können die Boote mit einer Dekompressionskammer, die in einem Container untergebracht ist, ausgerüstet werden.
Jedes Minenjagdboot kann mit bis zu vier Hohlstabbooten operieren. Die Steuerung der H-Boote ist auch modular in einem 20-Fuß-Container untergebracht.

## Modernisierungsprogramm
Die zehn Boote der Alkmaar-Klasse sowie sechs Boote der belgischen Flower-Klasse wurden von 2004 bis 2008 einem Modernisierungsprogramm unterzogen. Die integrierten Systeme zur Minenvernichtung („Integrated Mine Countermeasure System“, kurz „IMCMS“), die eingerüstet werden sollen, verknüpfen Systeme zur Minenjagd mit ferngesteuerten Systemen zur Minenräumung und verfügen über mehrere moderne Sensorsysteme sowie Waffen zur Minenvernichtung.
Zur Minenbekämpfung sollte die deutsche Minenvernichtungsdrohne Seafox von Atlas Elektronik zum Einsatz kommen. Das Sonar wird gemeinsam von Atlas Elektronik und Thales Underwater Systems realisiert. Als Unterwasserfahrzeug sollte das ROV „Double Eagle MkIII“ des schwedischen Herstellers Saab Bofors Dynamics beschafft werden.
2011 wurde beschlossen, den Bestand auf sechs Boote zu reduzieren.